# Ixtiyor Ropiev
Ixtiyor Ropiev (Jizzax, 19 settembre 1993) è un giocatore di calcio a 5 uzbeko.

## Carriera
Dopo aver giocato a lungo nelle serie minori del campionato uzbeko di calcio, nel 2017 passa al calcio a 5, accordandosi con il Maksam-Chirchik. La consacrazione avviene nel campionato seguente, giocato con il Metallurg Bekabad, quando Ropiev giunge terzo nella classifica dei marcatori. Nel 2019 si trasferisce al blasonato AGMK Olmaliq, con cui debutta nella AFC Futsal Club Championship. Con la nazionale maschile di calcio a 5 dell'Uzbekistan ha disputato la Coppa d'Asia 2018, conclusa al terzo posto, e la Coppa del Mondo 2021, nella quale la selezione asiatica ha raggiunto per la prima volta gli ottavi di finale.